# James Westcott
James Diament Westcott Jr. (* 10. Mai 1802 in Alexandria, Virginia; † 19. Januar 1880 in Montreal, Kanada) war ein US-amerikanischer Politiker (Demokratische Partei). Er fungierte als einer der beiden ersten US-Senatoren für den Bundesstaat Florida nach dessen Beitritt zur Union.

## Juristische Laufbahn und Aufstieg in Florida
James Westcotts Vater gab in Alexandria eine Zeitung heraus; später zog die Familie nach New Jersey, wo der ältere Westcott sich politisch zu betätigen begann und Abgeordneter in der New Jersey General Assembly wurde sowie von 1830 bis 1840 den Posten des geschäftsführenden Beamten (Secretary of State) in der Staatsregierung bekleidete. James Westcott Jr. studierte derweil die Rechtswissenschaften und wurde 1824 in die Anwaltskammer aufgenommen, woraufhin er zunächst eine juristische Laufbahn einschlug. Unter anderem war er dabei in Washington, D.C. angestellt.
Im Jahr 1830 zog er in das Florida-Territorium, dessen Gouverneur Andrew Jackson, später Präsident der Vereinigten Staaten, ihn zum Secretary des Territoriums ernannte; faktisch bekleidete er bis 1834 damit den gleichen Posten wie zur selben Zeit sein Vater in New Jersey. Unter anderem gehörte es zu seinen Pflichten, den Gouverneur während dessen Abwesenheit zu vertreten.
Westcott geriet 1834 in eine Streiterei mit dem aus Kentucky stammenden Juristen Thomas Baltzell, der ihn zu einem Duell herausforderte; der genaue Grund ist nicht überliefert. Beide Männer trafen sich am 25. September dieses Jahres an der Grenze zu Alabama. Während Westcott Verletzungen davontrug, wurde Baltzell nicht getroffen. Später wurde er Abgeordneter im Repräsentantenhaus von Florida und oberster Richter des Staates.
Nachdem er bis 1834 als Territorialsekretär sowie als Mitglied des Regierungsrates von Florida fungiert hatte, übernahm Westcott die Pflichten eines Attorney General für den mittleren Distrikt des Territoriums. Diesen Posten hatte er bis 1836 inne; danach nahm er als Delegierter am Staatskonvent teil, der die Vorbereitungen für den Beitritt zu den Vereinigten Staaten traf. Die erste Staatsverfassung Floridas trägt seine Unterschrift. 1845 erfolgte die Aufnahme Floridas in die Union.

## US-Senator
Bei der daraufhin stattfindenden ersten Wahl zum US-Senat durch das Staatsparlament von Florida konnten sich Westcott und der ebenfalls den Demokraten angehörende David Levy Yulee durchsetzen. Die Zuteilung der Senatsklassen erfolgte per Los: Der Sitz der Klasse 3 – und damit eine sechsjährige Amtsperiode – fiel an Yulee, während für Westcott als Klasse-1-Senator die lediglich vierjährige Amtszeit verblieb. Während seiner Zugehörigkeit zum Kongress, die vom 1. Juli 1845 bis zum 3. März 1849 währte, führte er unter anderem den Vorsitz im Ausschuss für die Territorien sowie im Patentausschuss. Im Jahr 1848 bewarb er sich nicht um die Wiederwahl.
Im Jahr 1850 zog James Westcott zunächst nach New York City, wo er bis 1862 als Anwalt tätig war. Danach ließ er sich im kanadischen Montreal nieder; dort starb er im Januar 1880. Er wurde in Tallahassee beigesetzt. Sein Sohn James betätigte sich ebenfalls als Politiker und Jurist: Er wurde Abgeordneter im Staatsparlament, Attorney General von Florida und Richter am Obersten Gerichtshof des Staates. Außerdem bewarb er sich 1872 um den einst von seinem Vater gehaltenen Senatssitz, unterlag aber dem Republikaner Simon B. Conover.